# Bernie Ward
Bernie Ward, född Bernard Vincent Ward 5 april 1951, är en före detta talkshow-artist på KGO 810 AM i San Francisco. Ward ledde bland annat The Bernie Ward Show, som var en talkshow som gick dagligen från tio på förmiddagen till ett på eftermiddagen. I december 2007 blev han anklagad för ett barnpornografibrott och tvingades avsluta sin tjänstgöring. Han avtjänade ett fängelsestraff av den anledningen.